# Spasoje Samardžić
Pour les articles homonymes, voir Samardžić.
Spasoje Samardžić, né le 20 mai 1942 à Krajica, est un footballeur yougoslave. Il évoluait au poste d'attaquant.

## Carrière

### En club
Au cours de sa carrière, il joue à l'OFK Belgrade, au FC Twente, au Feyenoord Rotterdam et à l'Association sportive de Saint-Étienne.
Il joue deux matchs en Coupe d'Europe des clubs champions avec le club de l'AS Saint-Étienne et remporte le titre de champion de France en 1970 avec cette équipe.

### En équipe nationale
Il est sélectionné 26 fois en équipe de Yougoslavie et inscrit 3 buts entre 1962 et 1966. 
Il joue son premier match en équipe nationale le 16 septembre 1962 contre l'Allemagne de l'Est et son dernier le 19 octobre 1966 contre la Tchécoslovaquie.
Il participe avec cette équipe aux Jeux olympiques de 1964 et joue deux matchs comptant pour les éliminatoires de la coupe du monde 1966.

## Palmarès
- Vice-champion de Yougoslavie en 1964 avec l'OFK Belgrade
- Vainqueur de la Coupe de Yougoslavie en 1962 et 1966 avec l'OFK Belgrade
- Vice-champion des Pays-Bas en 1968 avec le Feyenoord Rotterdam
- Vainqueur de la Coupe des Pays-Bas en 1969 avec le Feyenoord Rotterdam
- Champion de France en 1970 avec l'AS Saint-Étienne
- Vice-champion de France en 1971 avec l'AS Saint-Étienne
- Finaliste du Challenge des champions en 1970 avec l'AS Saint-Étienne